# عمویی (کازرون)
عمویی (کازرون)، روستایی از توابع بخش مرکزی شهرستان کازرون در استان فارس ایران است.

## جمعیت
این روستا در دهستان شاپور قرار دارد و براساس سرشماری مرکز آمار ایران در سال ۱۳۸۵، جمعیت آن ۷۶۸ نفر (۱۶۰خانوار) بوده‌است.